# Wild Basin Trail
Le Wild Basin Trail est un sentier de randonnée américain dans le comté de Boulder, au Colorado. Il est situé au sein du parc national de Rocky Mountain, où il remonte le cours de la North Saint Vrain Creek en passant rapidement les chutes Copeland.